# Styela changa
Styela changa är en sjöpungsart som beskrevs av Monniot och Andrade 1983. Styela changa ingår i släktet Styela och familjen Styelidae. Inga underarter finns listade i Catalogue of Life.